# Les Deux Canards
Pour l’article homonyme, voir Les Deux Canards (film).
Les Deux Canards est une pièce de théâtre en trois actes de Tristan Bernard et Alfred Athis créée en 1913.

## Résumé
Dans la bourgade provinciale de Valmoutiers, la campagne pour l'élection municipale est orchestrée par deux organes de presse (deux canards, terme familier pour désigner les « feuilles de choux» régionales à faible lectorat) idéologiquement opposés, La Torche, un journal passé au parti réactionnaire après son rachat à l'imprimeur Béjun par un notable local, le baron de Saint-Amour et Le Phare, un nouveau journal radical fondé pour l'occasion tout en restant édité par l'imprimerie Béjun. Le même auteur, sous deux noms différents, assure tour à tour la rédaction des articles dans les deux journaux ennemis, et se débat simultanément dans des affaires sentimentales embrouillées d'une part avec l'épouse de l'un et d'autre part avec la fille de l'autre des adversaires en lice.

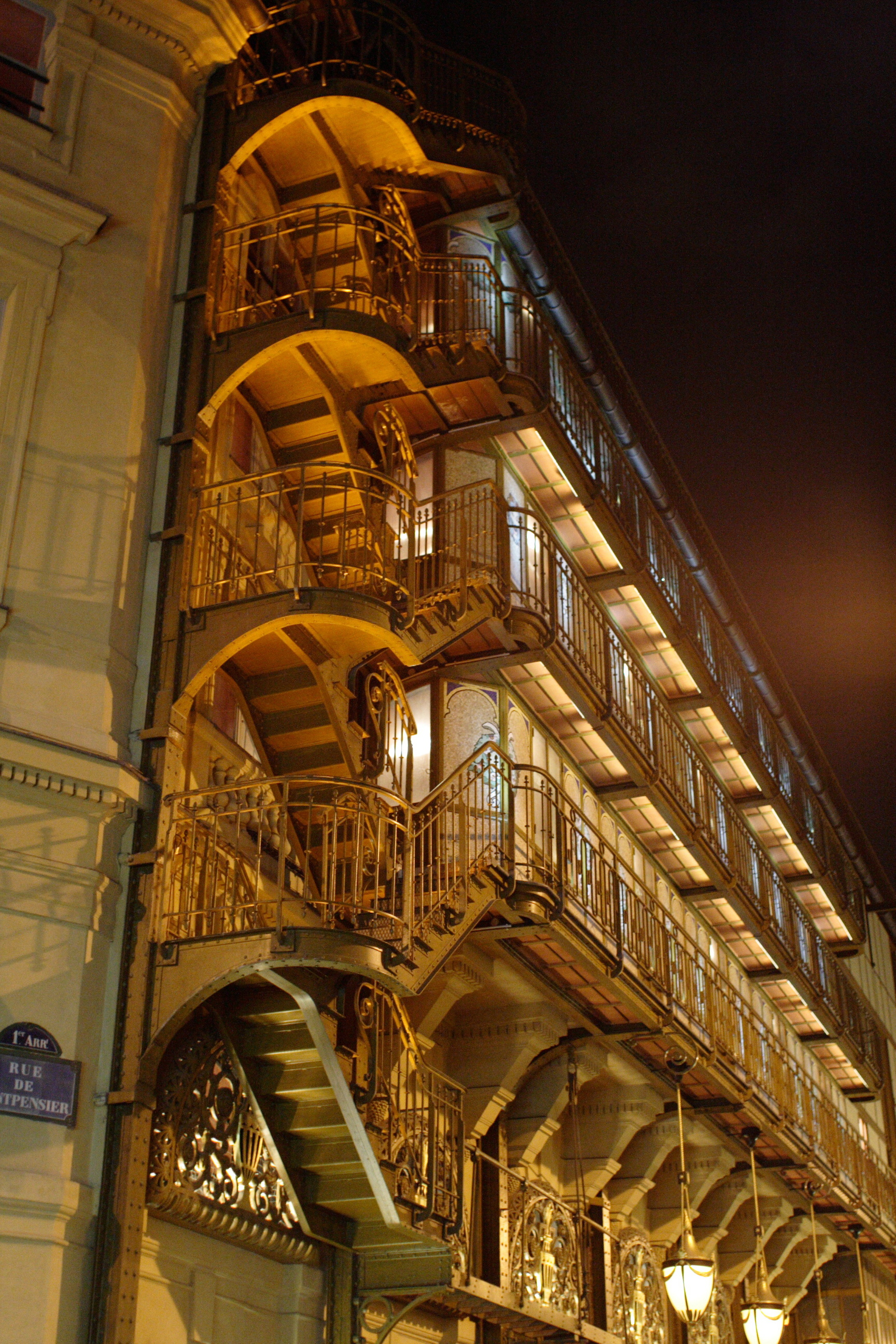
Le théâtre du Palais-Royal où fut donnée, en 1913, la première représentation des Deux Canards.

Au troisième acte, la querelle journalistique envenimée des deux côtés par ceux qui croient y voir leur intérêt, débouche sur la situation absurde d'un duel qui devrait opposer un personnage à lui-même, ici le journaliste sous son nom réel et son double virtuel sous son pseudonyme littéraire, en présence de témoins qui ne le connaissent de vue que sous l'une ou l'autre de ces deux identités. Seule l'intervention de deux complices masqués par des lunettes d'automobilistes parvient à faire illusion un moment, jusqu'au dénouement comique qui voit arriver sur scène un troisième protagoniste en la personne du journaliste lui-même, masqué de la même manière.

## Personnages
- Lucien Gélidon, écrivain parisien connu sous le nom de plume de Montillac et dont la double identité sera la source du quiproquo qui constitue l'argument de la pièce
- Baron de Saint-Amour, candidat réactionnaire à la mairie de Valmoutiers
- Madeleine de Saint-Amour, sa fille
- Mme Léontine Béjun
- M. Béjun, imprimeur du journal La Torche, puis de son rival Le Phare, poussé par sa femme à briguer la mairie de Valmoutiers comme candidat radical
- Commandant Mouflon, militaire partisan de Saint-Amour et témoin de Montillac lors de son duel avec Gélidon
- La Chevillette, chroniqueur mondain et modiste distingué au service du baron, appelé par Le Commandant à se substituer au pseudo-Montillac pour la mise en scène de son duel avec Gélidon
- Larnois : ami parisien de l'écrivain Montillac qu'il redécouvre sous l'identité de Gélidon. Ce dernier lui demandera au 3ème acte de le remplacer pour jouer le rôle de Gélidon dans son duel face à Montillac
- Flache : journaliste de la Torche, resté fidèle à ce journal malgré les idées de droite qu'entend propager son nouveau propriétaire, le baron de Saint-Amour
- Amélie Flache, sa femme restée fidèle à l'idéologie de gauche reprise par Le Phare

## Représentations

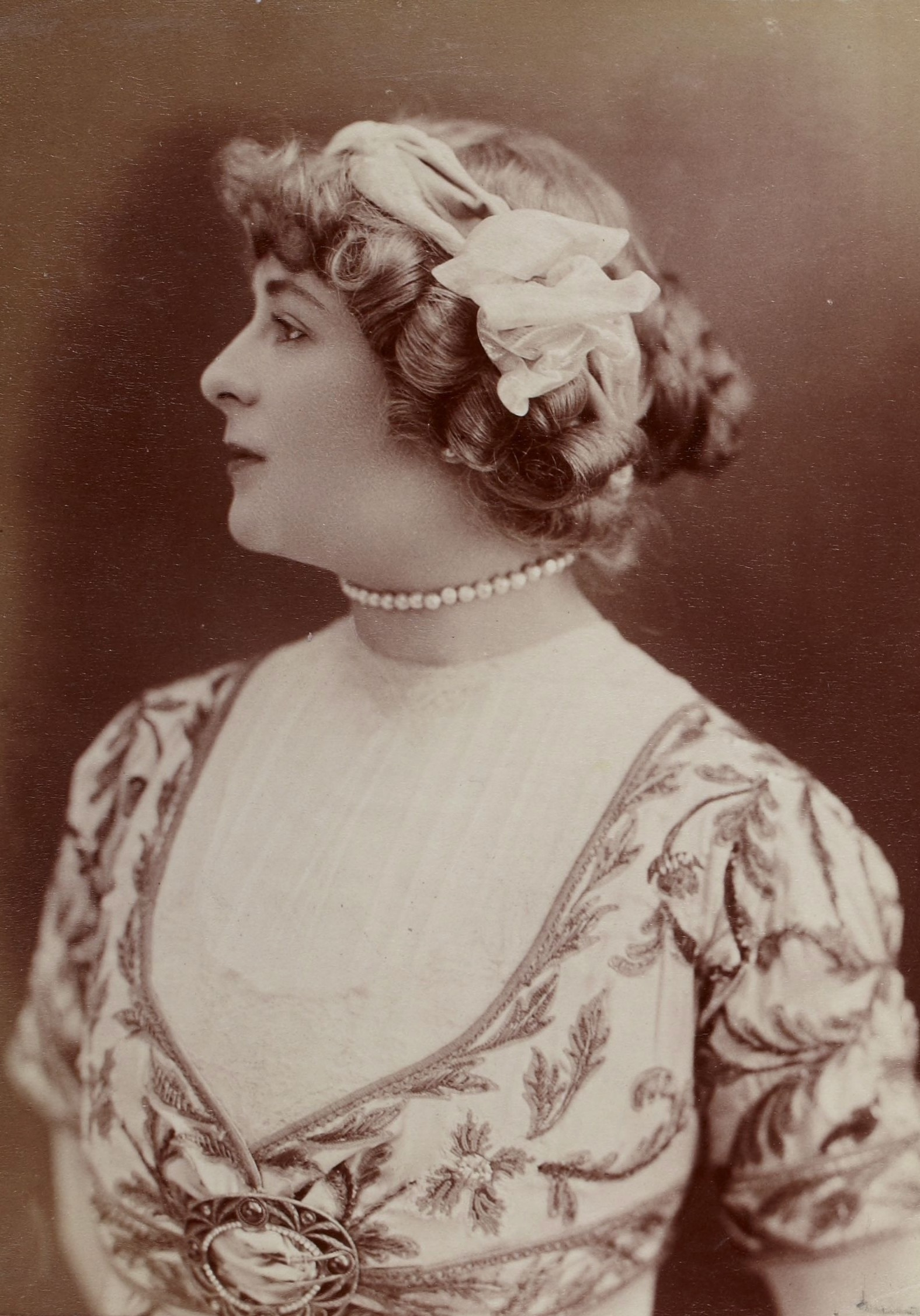
L'actrice Armande Cassive, interprète du rôle de Léontine Béjun à la première représentation des Deux Canards. Extrait de : Album Reutlinger de portraits divers, vol. 50, photographie n° 10419 A.

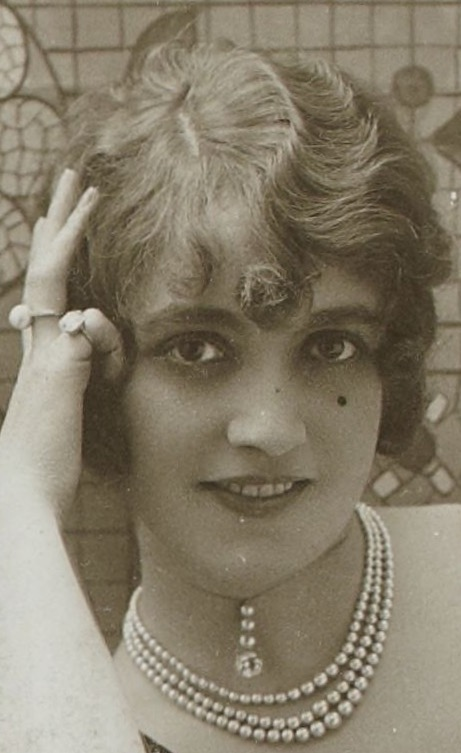
L'actrice et danseuse Marthe Debienne, interprète du rôle de Madeleine de Saint-Amour à la première représentation des Deux Canards. Extrait de : Album Reutlinger de portraits divers, vol. 63, photographie n° 26138 M (détail).

La création a lieu le 3 décembre 1913 au théâtre du Palais-Royal avec la distribution suivante :
- Adrien Le Gallo : Lucien Gélidon
- Armand Lurville : le Baron de Saint-Amour
- Marthe Debienne : Madeleine de Saint-Amour
- Armande Cassive : Léontine Béjun
- Alexandre Germain : Béjun
- Pierre Palau : La Chevillette
- Edmond Roze : Larnois

En 2008, la pièce est à nouveau montée, et jouée au théâtre Antoine-Simone-Berriau dans une mise en scène d'Alain Sachs, avec Yvan Le Bolloc'h (Lucien Gélidon), Isabelle Nanty (Léontine Béjun) et Gérard Chaillou (Baron de Saint-Amour),. Elle obtient le Raimu de la pièce de comédie, Alain Sachs celui de la mise en scène et Isabelle Nanty celui de la comédienne.

## Citations
« - Léontine : [...] Pourtant, monsieur, je vous assure que je suis une honnête femme, je vous en fais le serment. Je n'ai trompé mon mari que trois fois... Trois aventures bien insignifiantes, éphémères comme on dit, ça ne vaut pas la peine d'en parler. Vous savez, monsieur Larnois, si je vous en parle, c'est parce que je tiens à tout vous dire ; mais moi, voyez-vous, je suis très réservée, plutôt renfermée. - Larnois : je vois, madame, je vois ... »
« - Léontine : [...] Je tiens à ce que l'homme que M. Gélidon trompe ait une situation considérable. Il faut que mon mari soit digne de mon amant. - Larnois : c'est un sentiment très délicat ... »

## Adaptations
Cette pièce a fait l'objet en 1933 d'une adaptation au cinéma, par le réalisateur Erich Schmidt, avec Saturnin Fabre dans le rôle du baron de Saint-Amour.
Plus récemment deux troupes théâtrales ont réalisé et représenté des adaptations des Deux Canards : celle de la Comédie des Ternes à Paris en 2016 et celle des Potimarrants à Lyon (dans une mise en scène de Guillaume Verny) en 2018.

## Réception et critiques

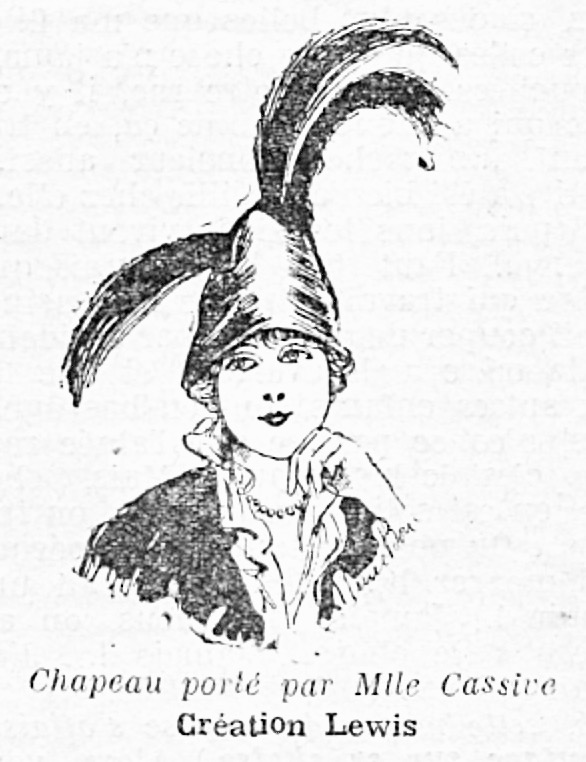
Dessin de Renée Bonheur, représentant la coiffure d'Armande Cassive lors de la première représentation des Deux Canards (Gil Blas, 4 décembre 1913).

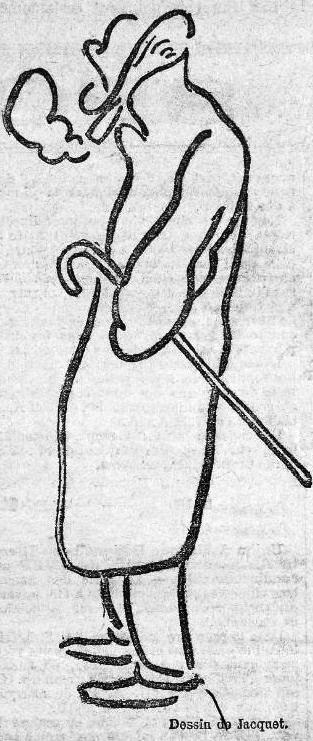
Caricature de la silhouette - imposante - de Gaston 'W' de Pawlowski, par Jacquet.

Cette comédie remporte un « très gros succès » immédiat dès ses premières représentations au Palais-Royal à la fin de l'année 1913,. Le critique Gaston de Pawlowski, lié avec Tristan Bernard en fait un compte rendu détaillé dans le journal Comœdia dont il est rédacteur en chef depuis 1907 en ouvrant son article sur ces mots : « Les auteurs qui se plaignent à tout propos de la critique, ont le tort de ne pas comprendre que si leurs pièces étaient réellement bonnes, les critiques, désarmés n'existeraient plus et se transformeraient en simples spectateurs émerveillés ».
Gaston de Pawlowski avait lui-même expérimenté en 1902 le pseudo-journalisme humoristique à double face en se faisant tour à tour rédacteur, sous divers pseudonymes, de deux journaux fictifs publiés dans Le Rire : La Veilleuse Nationale et La Torche. Il signait dans le premier ses pseudo-articles notamment des noms de Robert Quiberon (Profession de foi, Le Doigt de Dieu !, Les Grands patriotes chrétiens : Baron Lombart de la Villotière, Hypocrite refuse les présents d’Artaxercès, Nos Adversaires : M. Leterne-Vaumorné ... ) et de Baron Lombart de la Villotière (Paris, le 23 mars 1902, Les Grands patriotes chrétiens : Robert Quiberon) et dans le second de ceux d'Hippocrate Lagneau (Manifeste, Croa... Croa !, Chie-en-lit) et de Jacques Vueil (Justice militaire, Dernière heure). Tous les numéros, accompagnés d'inédits, ont été rassemblés en 1906 sous la forme d’une plaquette et réédités en 2017 sous le titre : La Bêtise universelle.
Le soin accordé aux costumes de scène n'échappe pas non plus à la critique, et la chroniqueuse de mode Renée Bonheur écrit à ce sujet, au lendemain de la première : « Avouons que lorsqu'on a le très vif plaisir d'entendre une pièce de M. Tristan Bernard, on oublie mode et chiffons pour n'être plus qu'à la joie d'écouter. Les étincelants mots d'esprit, les situations d'un comique achevé nous laissent à peine la possibilité d'entrevoir la séduction qu'ont toilettes et chapeaux. Ceux-ci surpassent celles-là. Rien ne peut égaler certainement le chic, le parisianisme, l'allure de ceux portés par Mlle Cassive. ».